# 比奇基夫齊
49°5′59″N 25°42′45″E / 49.09972°N 25.71250°E
比奇基夫齊（烏克蘭語：Бичківці）是位於烏克蘭西部泰爾諾皮爾州裏喬爾特基夫區的村莊，始建於1939年，面積2.8平方公里，2018年人口755，人口密度每平方公里298.6人。